# Богданова, Наталья Сергеевна
Наталья Сергеевна Богданова (род. 1999, Северо-Казахстанская область, Казахстан) — казахстанская боксёр-любитель и кикбоксер, выступающая в полусредней весовой категории. Член сборной Казахстана по боксу, бронзовый призёр чемпионата мира 2025 года, бронзовый призёр Азиатских игр (2022), многократная победительница и призёр международных и национальных турниров в любителях.

## Биография
Наталья родилась в 1999 году, в Северо-Казахстанской области Казахстана.
И очень рано осталась без матери, поэтому её воспитанием занималась бабушка, что закалило её характер.

## Любительская карьера
В 2019 году Богданова стала мастером спорта Казахстана по кикбоксингу.
Является неоднократным призёром национального чемпионата по боксу, и многократной победительницей международных и национальных турниров в весовой категории до 66 кг.
В октябре 2023 года стала бронзовым призёром Азиатских игр в Ханчжоу (Китай), в весе до 66 кг. Где она в четвертьфинале по очкам единогласным решением судей (5:0) победила представительницу Монголии Цецегдари Мьягмарсурэн, но в полуфинале, трижды побывав в нокдауне, досрочно техническим нокаутом проиграла опытной представительнице Таиланда Джанжаем Суваннафенг.